# 北河二移動星群
北河二移動星群是一個移動星群，這是有著共同的起源，在空間中以共同的速度運動的一群恆星。被辨識出屬於這一集團的恆星有北河二、北落師門、織女一、天鈎五(仙王座α)和天秤座α，它們都有相似的年齡。

## 發現和組成
這個移動星群最早是在1990年被J. P. Anosova和V. V. Orlov發現的，Anosova和Orlov原本建議成員有15顆恆星。但這些成員的身分和數量，以及是否真有這樣的集團都仍有爭議。

### 建議的成員
- 廁增七(天兔座ζ)
- 天鈎五(仙王座α)
- 氐宿增七(天秤座α1)
- 氐宿一(天秤座α2)
- 北河二
- 北落師門
- HD 51825
- 天記增一({船帆座ψ)
- Gliese 351A
- Gliese 426 AB
- HD 117934
- HD 119124
- HD 162283
- HD 181321
- Gliese 842.2
- Gliese 896 AB
- 南魚座TW
- 火鳥五(鳳凰座κ)
- 織女一